# Aelita, ne pristavaj k muzjtjinam
Aelita, ne pristavaj k muzjtjinam (russisk: Аэлита, не приставай к мужчинам) er en sovjetisk spillefilm fra 1988 af Georgij Natanson.

## Medvirkende
- Natalja Gundareva som Aelita
- Valentin Gaft som Skamejkin
- Aleksandr Kuznetsov som Fedja Sidorov
- Valentin Smirnitskij som Apokin
- Boris Sjjerbakov